# Tiwintza (kanton)
Tiwintza – kanton w prowincji Morona-Santiago, w Ekwadorze. Stolicą kantonu jest Santiago.